# 安肃州
安肃州，金朝时设置的州。
天德三年（1151年）改徐州置，治所在安肃县（今河北省徐水县）。属中都路。辖境相当今河北省徐水县东部。元省县入州。明朝洪武六年（1373年），降为安肃县。